# Вулиця Фізкультури (Київ)
Ву́лиця Фізкульту́ри — вулиця в Голосіївському та Печерському районах міста Києва, місцевість Нова Забудова. Пролягає від початку забудови (поблизу НСК «Олімпійський») до річки Либідь.
Прилучаються Троїцька площа, вулиці Велика Васильківська, Антоновича, Короленківська та провулок Фізкультури.

## Історія
Вулиця запроєктована у 30-х роках XIX століття, але почала формуватися лише у 1840–50-х роках, мала назву Со́вська (від приміського села Совки). У 1870-х роках вулиця вже набула оформленого вигляду, але простягалася вона тоді лише до Новобульйонської вулиці (нині — Малевича). Заключний відтинок (до річки Либідь) прокладений вже на початку XX століття, однак на картах того часу він фігурує не як частина Совської вулиці, а як Новосовська вулиця.
З 1919 року — вулиця Андрія Заливчого (також у документах — вулиця Заливчого), на честь українського політичного діяча і письменника Андрія Заливчого. З 1938 року — вулиця Головіна, на честь радянського полярного льотчика, Героя Радянського Союзу Павла Головіна (фактично продовжувалося використання попередньої назви вулиці). У 1944 році вулиці повернуто назву Совська. Сучасна назва — з 1952 року.

## Пам'ятки архітектури та історії
Будинок № 1 к.2 споруджено на початку XX століття.

## Установи та заклади
- Національний університет фізичного виховання та спорту (буд. № 1)